# L'Estelroig
L'Estelroig és un indret del poble d'Hortoneda al municipi de Clariana de Cardener (Solsonès).